# Nessorhinus gracilis
Nessorhinus gracilis är en insektsart som beskrevs av Metcalf och Bruner. Nessorhinus gracilis ingår i släktet Nessorhinus och familjen hornstritar. Inga underarter finns listade i Catalogue of Life.